# Gert Ueding
Gert Ueding (* 22. November 1942 in Bunzlau) ist ein deutscher Germanist und Literaturkritiker. Von 1988 bis zu seiner Pensionierung 2009 war er als Nachfolger von Walter Jens an der Eberhard Karls Universität Tübingen Inhaber des bislang einzigen Lehrstuhls für Rhetorik in Deutschland.

## Leben
1964 begann Ueding in Köln ein Studium der Germanistik, Philosophie und Kunstgeschichte. Er wechselte 1965 an die Eberhard Karls Universität Tübingen, wo er seine Studiengebiete um die Rhetorik erweiterte. Am Philosophischen Seminar der Universität wurde er 1968 wissenschaftlicher Mitarbeiter und Assistent von Ernst Bloch. Ueding konzentrierte sich in seinen Forschungen zunächst auf interdisziplinäre Fragen im Bereich der Literatur- und Kunsttheorie und der Ästhetik, wandte sich aber bald schon der Rhetorik zu.
Ueding schrieb seine Dissertation bei Walter Jens und wurde mit der Studie über Schillers Rhetorik 1970 promoviert. Im selben Jahr berief ihn Hans Mayer auf eine Assistentenstelle am Germanistischen Seminar der TU Hannover, dort wechselte er 1973 auf die Stelle eines Akademischen Rats. 1973 habilitierte er sich mit seinen Arbeiten zur Populärkultur und Massenliteratur (im Zentrum: Glanzvolles Elend. Versuch über Kitsch und Kolportage) an der TU und wurde 1974 an die neu gegründete Carl von Ossietzky Universität Oldenburg berufen. Dort hatte er die Professur für „Literaturgeschichte mit besonderer Berücksichtigung der Literatursoziologie“ inne.
Ueding wurde 1983 an das Seminar für Allgemeine Rhetorik in Tübingen berufen. Dort entwickelte er den Magister- und Promotionsstudiengang „Allgemeine Rhetorik“, der das Gewicht des Studienfaches und die internationale Bedeutung der Tübinger Rhetorik auf Dauer begründete. Zugleich widmete er sich dem Aufbau und der Konzeption des internationalen Forschungsprojektes des Faches, dem Historischen Wörterbuch der Rhetorik.
Daneben war er als Literaturkritiker für das Fernsehen, den Rundfunk und die Presse tätig. Er wurde in die Jury des Ingeborg-Bachmann-Preises und des Friedenspreises des Deutschen Buchhandels berufen. Von Marcel Reich-Ranicki, Literaturchef der FAZ, erhielt Ueding einen Honorarvertrag. Laut Michael Angele hatte der Herausgeber Joachim Fest Reich-Ranickis Wunsch zugestimmt, Ueding zu seinem Nachfolger zu machen. Im Jahr seines Ausscheidens aus der Redaktion 1988 übernahm Ueding jedoch den Lehrstuhl von Walter Jens nach dessen Emeritierung. Nachdem sich das Verhältnis zu Reich-Ranickis Nachfolger Frank Schirrmacher verschlechterte, kündigte Ueding seinen Vertrag bei der FAZ. Schirrmacher hatte sich geweigert, einen kritischen Artikel Uedings über Ernst Jünger abzudrucken, und den von Ueding mitbegründeten Berliner Literaturpreis kritisiert.
Ueding gehörte der Jury des Deutschen Hörbuchpreises an, ist Mitglied im Wissenschaftlichen Beirat des Vereins Deutsche Sprache und Vorsitzender der Jury des Cicero-Redner-Preises, der jährlich in Bonn verliehen wird. Bis 2010 war er Vorsitzender des Wissenschaftlichen Beirats der e.o.-plauen-Gesellschaft sowie der Jury des e.o.-plauen-Preises und bis 2011 der Jury „Hörbuch des Monats“ des Seminars für Allgemeine Rhetorik. 2001 wurde er in das Kuratorium des Bundeswettbewerbes Jugend debattiert berufen.
1986 gründete er mit Unterstützung der Stadt Ludwigshafen die Ernst-Bloch-Gesellschaft und war Mitglied der Jury des Ernst-Bloch-Preises.
Ueding wurde 2006 auf eine Gastprofessur an der Universität St. Gallen berufen, die er weiterhin wahrnimmt. Daneben ist er als Dozent für das Studienkolleg zu Berlin der Studienstiftung und für das Mercator Kolleg für internationale Aufgaben tätig, auch als Redner ist er immer wieder hervorgetreten.

## Werk
Uedings Arbeitsschwerpunkte liegen in der Rhetorikgeschichte, der Rhetorik und Ästhetik seit dem 18. Jahrhundert, der rhetorischen Theorie der Massenliteratur, der Rhetorik und Poetik der Kinderliteratur, der Rhetorik und Gesellschaftsethik, der Literaturkritik, der Topik des utopischen Denkens (Ernst Bloch) und der rhetorischen Produktionslehre. Sein 1976 erstmals erschienenes Werk Grundriss der Rhetorik wurde zu einem Grundlagenwerk des Fachs und weiterer Disziplinen. Sein erstes Kapitel, die „Einleitung in die Rhetorik“, erläutert auch das rhetorische Wissenschaftsverständnis und die immer noch problematische Frage, was eigentlich „Rhetorik“ sei.

### Historisches Wörterbuch der Rhetorik
Ueding begann schon kurz nach seiner Berufung an die Universität Tübingen 1984 mit den Vorbereitungen zu einem umfassenden Rhetorik-Lexikon, das erstmals in der mehr als zweitausendjährigen Geschichte der Rhetorik das Wissen über diese Disziplin in enzyklopädischer Form zur Verfügung stellen sollte. 1992 erschien der 1. Band, 2012 Band 10, ein Registerband (2013) schließt das Werk ab. Neben Ueding als Herausgeber und seinen Redakteuren (Gregor Kalivoda, Franz-Hubert Robling, Thomas Zinsmaier, Sandra Fröhlich) haben mehr als 400 Fachwissenschaftler an dem Lexikon mitgewirkt, das etwa 1300 Artikel enthält.

### Cicero-Rednerpreis
1993 gründete Ueding zusammen mit Friedhelm Franken den Cicero-Rednerpreis, der seit 1994 verliehen wird. Der Preis soll die Redekultur in Deutschland fördern. Er wird gestiftet vom Verlag für die deutsche Wirtschaft. Ueding war an der Konzeption des Preises von Anfang an beteiligt und hält als Vorsitzender der Jury in jedem Jahr die Laudatio.

### Schriftstellerisches Werk
2021 veröffentlichte Ueding mit Herbarium, giftgrün einen Campus-Krimi über die Universität Tübingen.

## Veröffentlichungen

### Selbständige Buchveröffentlichungen
- Schillers Rhetorik. Idealistische Wirkungsästhetik und rhetorische Tradition. Tübingen 1971, ISBN 3-484-18021-8.
- Glanzvolles Elend. Versuch über Kitsch und Kolportage. (= edition suhrkamp, Bd. 622), Frankfurt am Main 1973, ISBN 3-518-00622-3.
- Wilhelm Busch. Das 19. Jahrhundert en miniature. Frankfurt am Main 1977, ISBN 3-518-37746-9.
- Hoffmann und Campe. Ein deutscher Verlag. Hamburg 1981, ISBN 3-455-07800-1.
- Rhetorik des Schreibens. Eine Einführung. (= Athenäum-Taschenbücher, Bd. 2181), 1. Aufl. Königstein/Ts. 1985, ISBN 3-7610-2181-X.
- Die anderen Klassiker. Literarische Porträts aus zwei Jahrhunderten. München 1986, ISBN 3-406-31507-0.
- Klassik und Romantik. Deutsche Literatur im Zeitalter der Französischen Revolution 1789–1815. (= Hansers Sozialgeschichte der deutschen Literatur vom 16. Jahrhundert bis zur Gegenwart, Bd. 4), München/Wien 1987, ISBN 3-446-12777-1.
- Friedrich Schiller. (= Beck’sche Reihe, Bd. 616, Autorenbücher), München 1990, ISBN 3-406-33163-7.
- Aufklärung über Rhetorik. Versuche über Beredsamkeit, ihre Theorie und praktische Bewährung. (= Rhetorik-Forschungen, Bd. 4), Tübingen 1992, ISBN 3-484-68004-0.
- Jean Paul. (= Beck’sche Reihe, Bd. 629, Autorenbücher) München 1993, ISBN 3-406-35055-0.
- Klassische Rhetorik. (= Beck’sche Reihe Wissen), 3. Aufl. München 2000, ISBN 3-406-39000-5.
- Moderne Rhetorik. Von der Aufklärung bis zur Gegenwart. (= Beck’sche Reihe Wissen), München 2000, ISBN 3-406-44734-1.
- Wilhelm Busch. Das 19. Jahrhundert en miniature. Erweiterte und revidierte Neuausgabe, Frankfurt am Main 2007.
- Abenteuer im Wirklichen oder Die Gegenwart unserer Klassiker. Stuttgart 2007, ISBN 3-608-93764-1.
- Utopie in dürftiger Zeit. Studien über Ernst Bloch. Würzburg 2009, ISBN 3-8260-3989-0.
- Zusammen mit Bernd Steinbrink: Grundriß der Rhetorik. Geschichte – Technik – Methode. 5., aktual. Aufl. Stuttgart 2011 [1. Aufl. 1986], ISBN 3-476-00557-7.
- Utopisches Grenzland: über Karl May. Klöpfer & Meyer, Tübingen 2012.
- Wo noch niemand war. Erinnerungen an Ernst Bloch, Klöpfer & Meyer, Tübingen 2016, ISBN 978-3-86351-415-0.
- Herbarium, giftgrün. Roman. Alfred Kröner Verlag, 2021, ISBN 978-3-520-75391-5
- Bloch, Jens und Mayer. Die Tischgesellschaft der Julie Gastl. Edition Klöpfer bei Kröner, Stuttgart 2024, ISBN 978-3-520-75303-8.